# Hoylake
Hoylake este un oraș în comitatul Merseyside, regiunea North West, Anglia. Orașul se află în districtul metropolitan Wirral.